# Mravenci (kniha)
Mravenci je sci-fi kniha od francouzského autora Bernarda Werbera (v originále Les Fourmis) z roku 1991. Byla přeložena do 30 jazyků a prodalo se jí více než 2 miliony výtisků. Je to první část trilogie, další díly se jmenují Den mravenců a Revoluce mravenců.

## Děj
Děj se odvíjí jako dva paralelní příběhy, jeden ve světě lidí (v Paříži a okolí) a druhý ve světě mravenců (kolonie mravenců lesních ve Fontainebleauském lese poblíž Paříže) na počátku 21. století. Vše je prokládáno úryvky z fiktivní Encyklopedie relativního a absolutního vědění (která nicméně vyšla později jako samostatná kniha a existuje i ve webové formě, vytvořená fanoušky a podporovaná Werberem).
Hlavní lidský hrdina Jonathan Wells zdědí velký suterénní byt na kraji lesa a zároveň provokativní vzkaz - HLAVNĚ NIKDY NECHOĎ DO SKLEPA! - jako dědictví po zesnulém strýci Edmondovi, který svůj život zasvětil zkoumání mravenců. Jonathan se začne zajímat o záhadné aktivity svého strýce a rozhodne se sklep příslušející k bytu prozkoumat. Ze sklepa se už ale nevrátí ani Jonathan, a postupně ani dvacítka dalších lidí, včetně záchranářů a policistů, kteří se po něm vydávají pátrat.
Hlavní hrdina ze světa mravenců je samec 327, jediný přeživší z expedice zmasakrované záhadným předmětem, který udeřil z výšky. Má za to, že útok provedla tajnou zbraní armáda odlišného druhu mravenců, s kterými jsou ve válečném stavu. Pokouší se vše sdělit královně a zorganizovat výpravu, která by zjistila co se stalo, jenže ho začne pronásledovat tajemná skupina bojovnic s "pachem kamene", které ho chtějí kvůli jeho znepokojivé zkušenosti zlikvidovat. Jak se příběh odvíjí, procházíme většinou typických situací ze života mravenčí kolonie, včetně založení dceřiného města, mezidruhové války a mnoha bojových akcí.
Na závěr se obě dějové linie spojí. Vyjde najevo, že strýc se naučil s mravenci komunikovat pomocí technologicky vyspělého zařízení využívajícího feromony. Lidé jsou na základě Edmondova odkazu uzavřeni v rozsáhlém sklepení, ze kterého se nedá dostat. K dispozici mají vodní pramen, větrací systém, energii z jaderného miničlánku, ale jsou závislí na potravě, kterou jim poskytují mravenci. Konec je poznamenán lidmi zapříčiněným katastrofickým požárem mravenčího města a smrtí královny. Nová královna přerušuje veškerou komunikaci.

## Přijetí
Mravenčí morfologie, etologie a sociální organizace, jakož i jejich vzájemné vztahy s jinými druhy jsou poutavě, podrobně a do značné míry vědecko-populárně popsané, ačkoli Werber poněkud zveličuje deduktivní a komunikační schopnosti mravenců. Encyklopedie relativního a absolutního vědění předkládá množství zajímavých a málo známých faktů, které ale místy obsahují nepřesnosti a mýty. Lidská linie je plochá a chatrná, což se zbylými dvěma částmi výrazně kontrastuje.

## Česká vydání
Svoboda, 1998, překlad: Richard Podaný
Euromedia - Knižní klub, 2005, překlad: Richard Podaný